# Рондель (посуд)
Ро́ндель, рондельо́к, ронде́лик, ро́ндлик (через пол. rondel від фр. rondelle — «кругляк, шайба») — різновид каструлі, що має довгу ручку, зазвичай має також покришку.
Виготовляється зі сталі, міді, чавуну або алюмінію, латуні, буває різних розмірів, форм і ємності. Може бути емальованим або з тефлоновим покриттям усередині.
Використовується для варіння, пасерування, тушкування, смаження в олії, приготування кулінарних кремів, соусів тощо.

## Вживання терміна
Термін походить із заходу України, хоча вживається навіть на півдні країни. Опріч того, його значення також залежить і від конкретного місця. Наприклад, на Буковині рондель позначає «невисоку каструлю», тоді як у Львові він може позначати як каструлю з ручкою, так і пательню. У білоруській мові слово рондаль також позначає каструлю з ручкою.

## Галерея

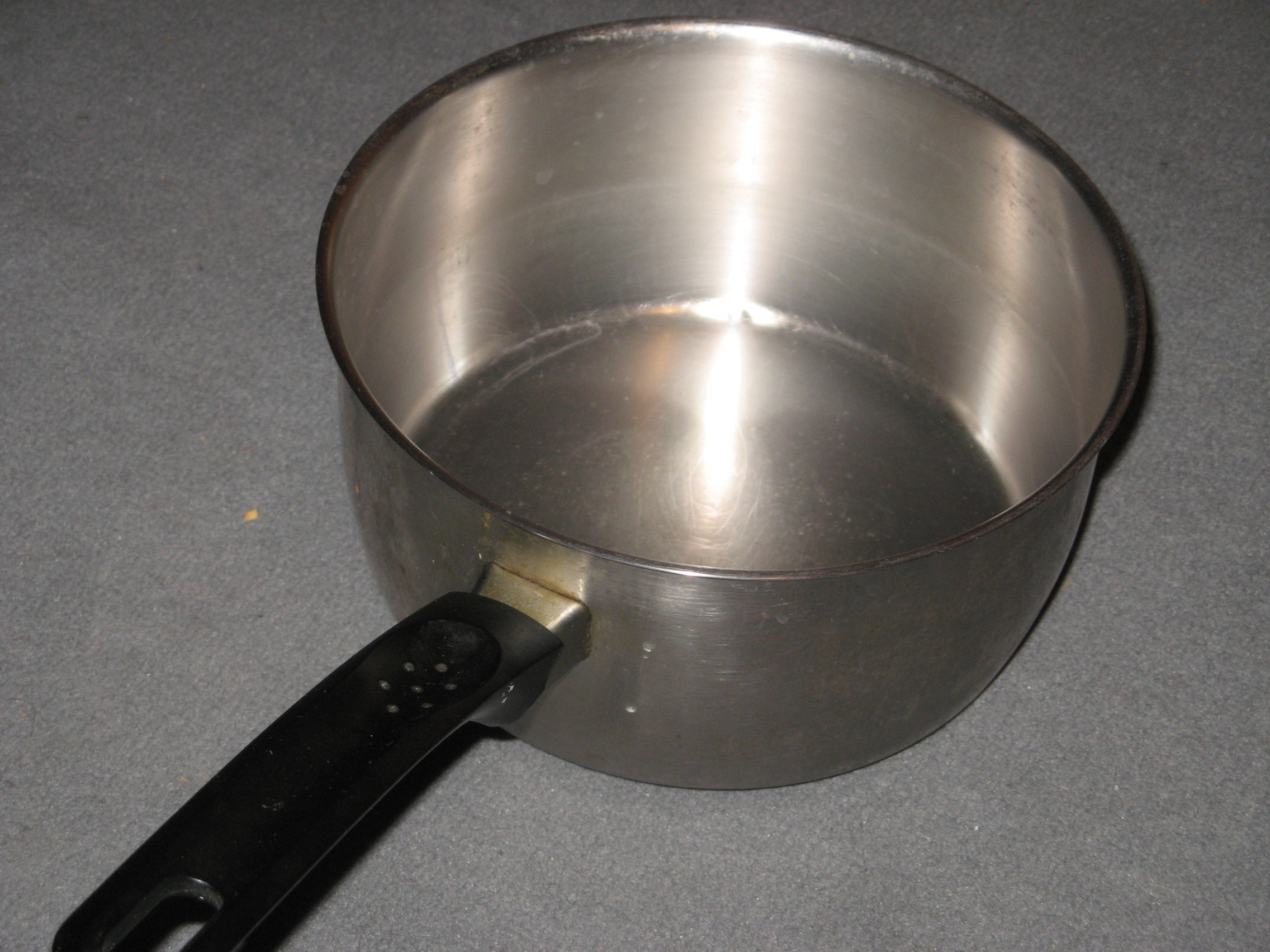
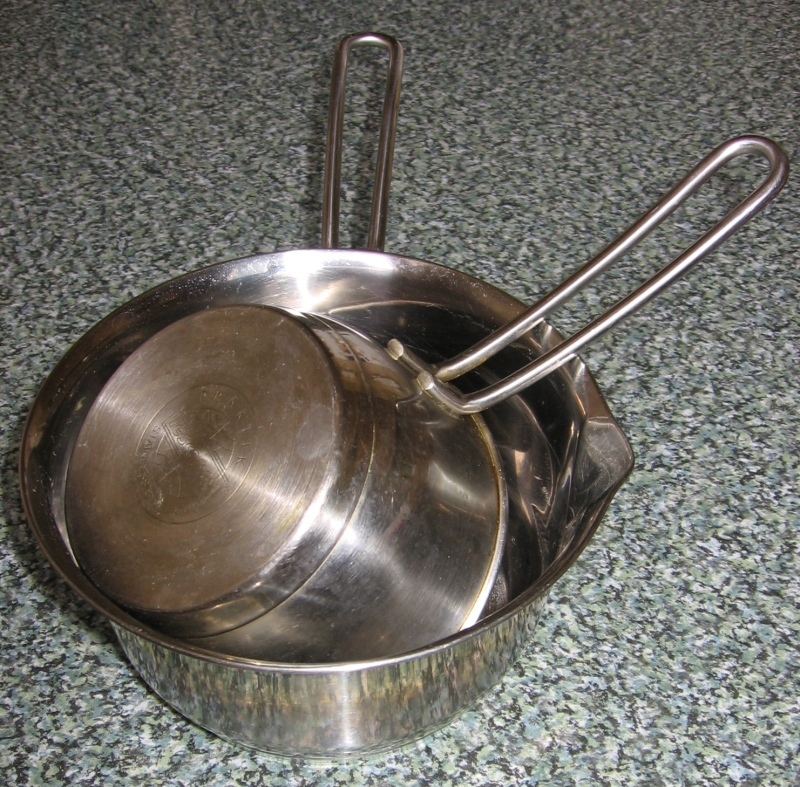